# 滙業銀行
滙業銀行（葡萄牙語：Banco Delta Ásia S.A.R.L.）是澳門的一家銀行，現為汇业财经集团屬下機構，由澳門第一屆行政長官候選人之一區宗傑持有。公司在香港和澳門均有業務，主要專注於投資銀行、商業銀行和保險等服務。

## 沿革
滙業銀行的前身是由區宗傑父親區榮諤於1935年創立的澳門恆生銀號（後更名為澳門恆生銀行）。1962年，區宗傑將業務拓展至香港，成立滙業有限公司，經營倫敦金業務，並成為亞洲區首批主要黃金商之一。隨後公司不斷升格，獲准以非商業銀行身分，經營存款與開出信用證業務。1980年滙業集團接管澳門恆生銀行，1993年12月28日滙業集團正式改名為滙業財經集團，而旗下的澳門恆生銀行亦隨之改名為滙業銀行，現總行在中區水坑尾街39─41號（即與伯多祿局長街交界處），行政中心位於崗頂前地。

## 北韓帳戶及擠提事件
2005年9月15日，美國財政部指稱滙業銀行協助北韓客戶洗黑錢、協助偽鈔流通等支持恐怖主義活動，建議美國公司斷絕與該銀行的任何聯繫。澳門市面的滙業銀行出現擠提，在短短兩天被提走了三億澳門元，佔滙業總存款額十分之一，不過銀行稱有足夠現金應付。滙業銀行從1970年代起已經與朝鲜有貿易來往，不過否認美國的指控，指其一貫有監管機制防範洗黑錢活動。翌日凌晨，澳門特別行政區政府發表聲明，表示對事件高度關注，及成立專責小組調查。晚上，澳門特別行政區行政長官何厚鏵以“滙業銀行的客戶提款出現嚴重不正常情況”為理由，引用《金融體系法律制度》，委派大西洋銀行澳門分行總經理蘇鈺龍及澳門金融管理局內部審計辦公室副總監李展程，參與滙業銀行的管理，以鞏固公眾對金融體系的信心。香港金融管理局則首次引用1995年生效的《銀行業條例》，宣布委任畢馬威會計師事務所合夥人彭博倫（Paul Brough）為經理人，接管香港方面的服務，分隔與母公司的資產。
據《新華澳報》2006年2月18日引述BBC消息，滙業銀行的代表律師在2006年2月16日表示，銀行已經中斷和北韓的所有業務往來，改善反洗黑錢的政策。滙業銀行同時敦促美國當局，停止對該銀行涉嫌為朝鲜政權洗錢的調查。2007年3月15日，美國財政部宣布，因證實滙業銀行為北韓洗黑錢，宣佈三十日內切斷前者同美國財政體系的聯繫。澳門特區政府隨後發出新聞稿指出，「將會繼續接管滙業銀行。無論發生甚麼情況，特區政府都將採取必要措施，保護存戶利益，維護金融體系的穩定」。
2007年9月28日，兩年的管理期結束，澳門特區政府決定把滙業銀行的管理權交回原股東。

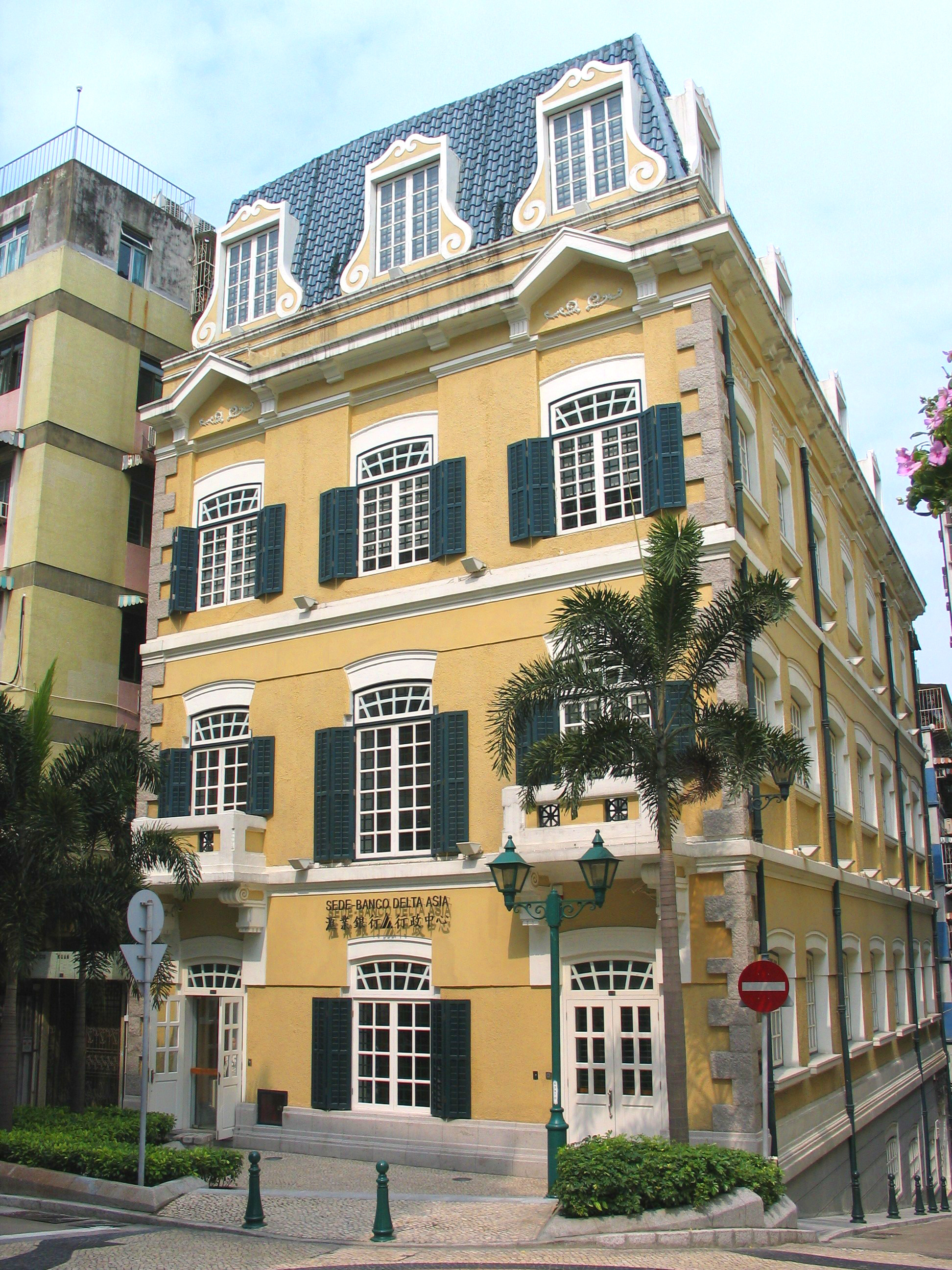
滙業銀行於澳門崗頂前地的行政中心大樓

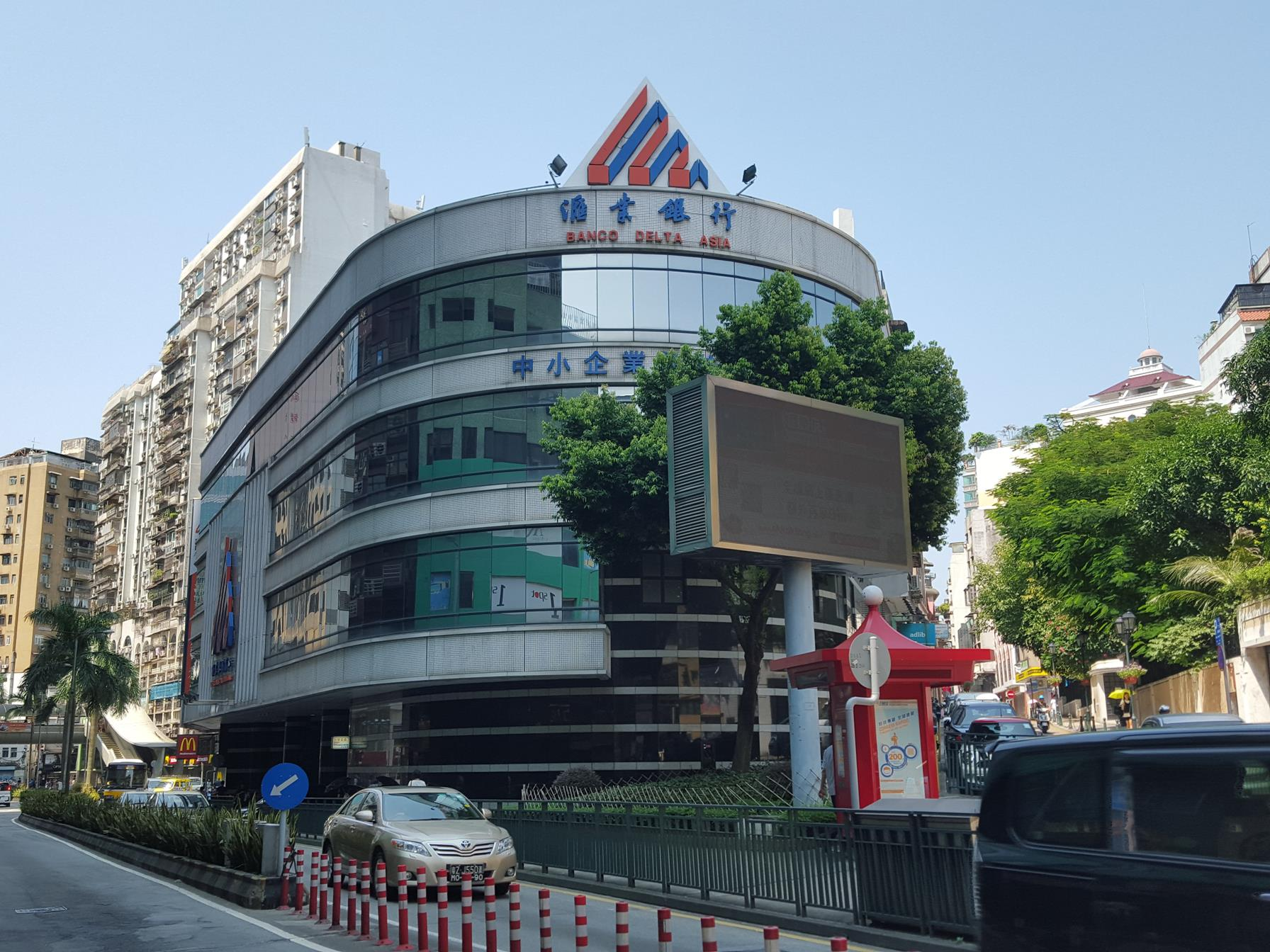
滙業銀行總部

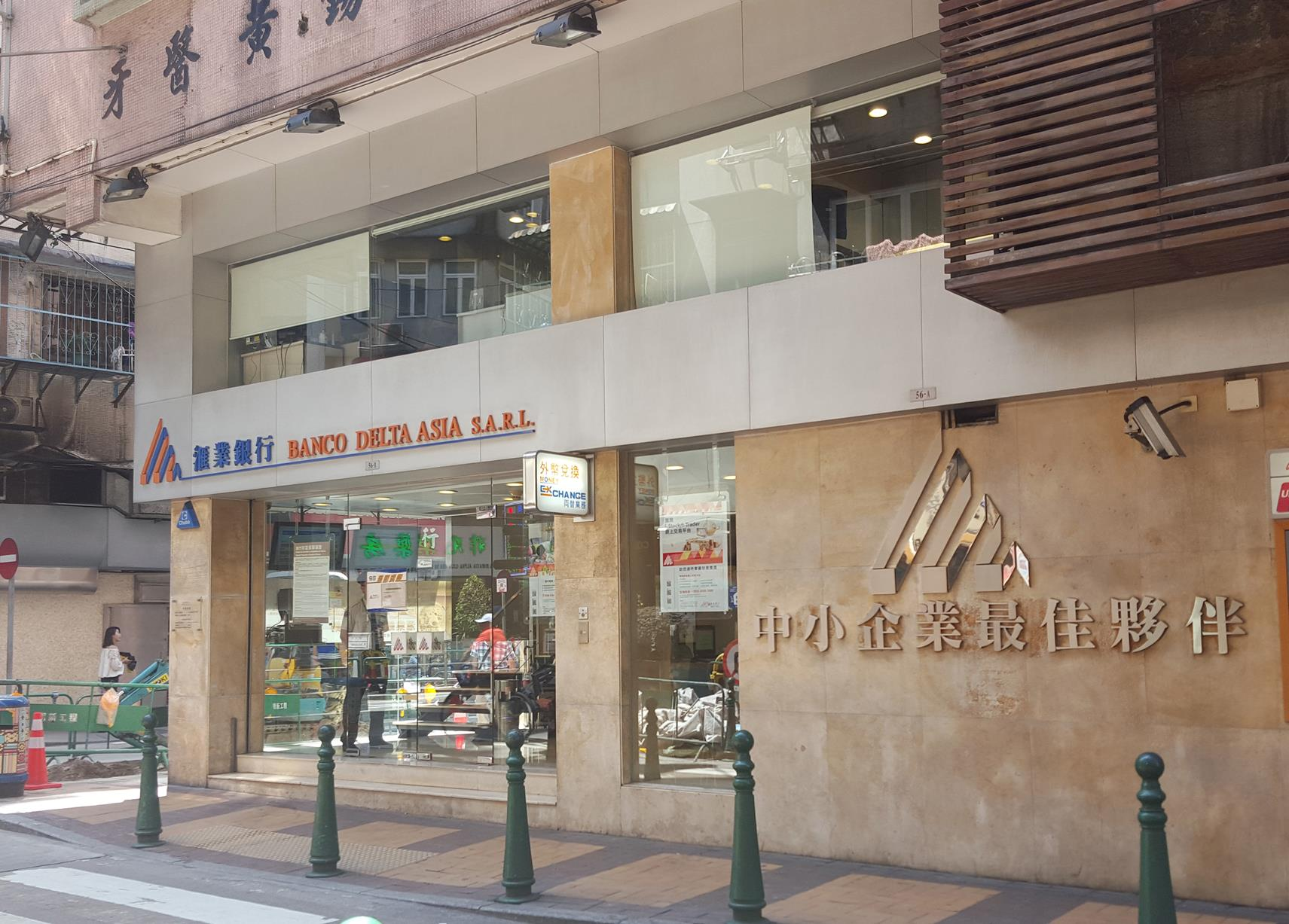
新橋分行

2008年10月25日，香港金融管理局（金管局）於當日（星期五）宣布，金融管理專員經諮詢財政司司長後，行使其在《銀行業條例》（「該條例」）第53F(1)條下的權力，撤銷對畢馬威會計師事務所的彭博倫（Paul Jeremy Brough）先生作為滙業信貸有限公司（Delta Asia Credit Limited）的經理人的委任*。滙業信貸有限公司為根據該條例在香港獲認可的接受存款公司，亦為澳門滙業銀行（Banco Delta Asia S.A.R.L.）的附屬公司。是項經理人委任的撤銷於當日生效。

## 解除制裁
2020年8月11日，美國財政部金融犯罪防制署宣佈無條件對該銀行解除長達15年的制裁，並恢復美元結算業務。

## 外部連結
- 滙業集團網站 （页面存档备份，存于）
- 裁定為朝鮮洗黑錢  匯業被禁與美聯繫 （页面存档备份，存于），澳門日報2007年3月15日
- 金管局：解凍匯業朝資金盡快啟動 （页面存档备份，存于），澳門日報2007年3月16日
- 匯業上訴否認知洗黑錢 （页面存档备份，存于），澳門日報2007年3月17日
- 希爾：匯業銀行問題不會阻礙六方會談進程 （页面存档备份，存于），新華網2007年3月17日
- 解凍匯業朝資金或添變數 （页面存档备份，存于），澳門日報2007年3月18日
- 匯業股東重獲銀行管理權，新華澳報2007年9月29日